# もう戻れない
「もう戻れない」（もうもどれない）は、1977年9月にリリースされた桜田淳子の20枚目のシングルである。

## 解説
- 「ひとり歩き」以来、久々に筒美京平が作曲を担当している。
- 『桜田淳子BOX〜そよ風の天使〜』のジャケット写真は、このシングルのジャケットを撮影した際に撮られたものが使われている。

## 収録曲
- 全曲作詞：阿久悠／作曲：筒美京平／編曲：船山基紀

1. もう戻れない (2分45秒)
2. ロンリー・ガール (3分21秒)